# 西沙隔贻贝
西沙隔贻贝（学名：Septifer xishaensis）为贻贝科隔贻贝属的动物。在中国大陆，分布于西沙群岛等地，属于热带种。其主要栖息于低潮线附近的浅水水域以及附着在珊瑚礁或岩石等物体上。该物种的模式产地在西沙群岛中建岛。